# Nicolae Minovici
Nicolae Minovici (ur. 23 października 1868 w Rymniku, zm. 26 czerwca 1941) – rumuński lekarz, lekarz sądowy i kryminalistyk.

## Życiorys
Urodził się 23 października 1868 w Rymniku. Jego starszymi braćmi byli Mina i Stefan. Studiował na kierunku lekarskim w Kolegium św. Sawy, ponadto uczęszczał na kursy psychiatrii i anatomii patologicznej. Wiedzę poszerzał również podczas studiów m.in. w Berlinie i Paryżu. Po powrocie do kraju otrzymał stanowisko koronera sądowego w okręgu Ilfov, a już po kilku latach pracy został szefem rumuńskiej służby antropometrycznej. Wraz z bratem Miną był w 1892 r. założycielem Narodowego Instytutu Medycyny Sądowej, pierwszej tego typu placówki, która cieszyła się światowym uznaniem. Do powstania tej placówki przekonał Ministerstwo Edukacji, Ministerstwo Sprawiedliwości i władze Bukaresztu jego brat Mina, co nie było łatwe, gdyż w tamtym okresie placówki medyczno-naukowe powstawały z prywatnych funduszy. W 1898 r., w wieku 30 lat, uzyskał tytuł doktora kryminalistyki za pionierskie w skali kraju badania nad tatuażami w Rumunii. W 1932 r. przejął po bracie Minie kierownictwo Instytutu Medycyny Sądowej i kierował nim przez sześć lat.
Prowadził badania m.in. nad związkiem pomiędzy tatuowaniem ciała a zachowaniami przestępczymi czy badał na ochotnikach problematykę zadławienia, ale najbardziej znany jest z badań nad powieszeniem i jego fizjologicznymi skutkami. W 1904 r. opublikował monografię z badań nad powieszeniem, która wzbudziła międzynarodowe uznanie i była szeroko cytowana m.in. dzięki eksperymentom, w których autor sam się powiesił, by móc opisać zjawiska, jakie towarzyszą człowiekowi w stanach przedśmiertnych związanych z powieszeniem. Minovici przeprowadził łącznie kilkanaście eksperymentów, w których sprawdzał różne pozycje węzła na szyi zarówno w przypadku powieszenia na leżąco, jak i w pozycji pionowej.
Ponadto Minovici przyczynił się do redukcji bezdomności i żebractwa w Bukareszcie. Na początku XX w. w tym mieście żyło ok. 15 tys. takich ludzi, a pięcioletnim wysiłkiem Minoviciego, w tym powołaniem w 1906 r. towarzystwa prowadzącego leczenie chorych, znajdowanie pracy bezrobotnym i demaskowanie oszustów udających chorobę, doprowadził do zmniejszenia tej liczby do 2 tys. Minovici utworzył także pierwsze schroniska dla samotnych matek, budował noclegownie i publiczne szalety, a także utworzył instytucję, która posiadała ambulans.
Zmarł 26 czerwca w 1941 r. z powodu schorzenia strun głosowych, co prawdopodobnie miało związek z eksperymentami nad powieszeniem. Nigdy się nie ożenił i nie miał dzieci, a swój majątek między 1935 i 1940 stopniowo zapisywał na cele społeczne. W jego domu urządzono muzeum etnologiczne.